# Vir (opčina)
Vir (italsky Puntadura) je obec (opčina) a přímořské letovisko v Chorvatsku v Zadarské župě. Nachází se na stejnojmenném ostrově, asi 20 km severozápadně od Zadaru. V roce 2011 zde trvale žilo přesně 3 000 obyvatel. Na území opčiny se kromě Viru samotného nacházejí též nesamostatné osady Kozjak, Lozice a Torovi.
Dopravu v opčině zajišťuje silnice D306 a Virský most, který spojuje Vir s pevninskou vesnicí Privlaka. Nachází se zde několik pláží, jako jsou Jadro, Lučica, Radnjača a Sepavac.